# Gonia rubiventris
Gonia rubiventris är en tvåvingeart som beskrevs av Macquart 1851. Gonia rubiventris ingår i släktet Gonia och familjen parasitflugor. Inga underarter finns listade i Catalogue of Life.